# ミャンマーの国名
ミャンマーの国名（ミャンマーのこくめい）では、日本語において一般的にミャンマー（英：Myanmar）、もしくはビルマ（英：Burma）と呼ばれている東南アジアの共和制国家の名称について記述する。

## 概要
ミャンマーは、世界各国において正式名称と通称の両方で変更を受けてきた。このような国名の揺れは、同国の公用語であるビルマ語の国名が「ミャンマー」系と「ビルマ」系の2系統あり、文脈によって使い分けられることから生じている。
ミャンマー政府は1989年に公式の英語名称（外名）をUnion of BurmaからUnion of Myanmarへと変更し、さらに後になってRepublic of the Union of Myanmarへと変更した。日本国政府はこれに応じて日本語の正式名称を「ビルマ連邦」から「ミャンマー連邦」、さらに「ミャンマー連邦共和国」へと変更している。日本を含めてこれらの名称変更は論争を呼び続けており、どの呼称を受け入れるかの立場は様々である。

## ビルマ語の名称
ビルマ語における自国の内名はMyanma（မြန်မာ  [mjəmà]）、もしくはBama（ဗမာ  [bəmà]）とされる。Bamaが口語体の国名であるのに対し、Myanmaは文語体の国名である。ジャワ語をはじめとする多くの東南アジア言語と同じく、ビルマ語には言語使用域の等級があり、文語体と口語体を厳格に区分する。
双方の名称とも、元々は国内の多数民族であるビルマ族の内名（口語体ではBamaやBurmans、文語体ではMranmaやMyanmaともいう）に由来している。そのため、一部の民族集団（特にビルマ族以外の少数民族）は、これらの名称の一方または両方は国家の名称として包括的なものではないと考えている。

### Bama
口語体の名称BamaはMyanmaの第一音節が短縮化したものだと考えられる。すなわち、末尾鼻音an（/-àɴ/）が失われて鼻音ではないa（/-à/）となり、半母音y（/-j-/）が失われ、m音がb音に転換したものである。m音からb音への音韻変化は口語ビルマ語において頻発しており、他にも多くの単語で見られる。BamaがMyanmaから後に派生したものだとしても、少なくとも数世紀にわたって両者は並行して用いられてきた。

### Mranma
Mranmaの語源は依然として不明である。9世紀に中央エーヤワディー川流域に入ったBama（バマー人、現在のビルマ族）は、849年にパガン王朝を建国し、Mranmaを自称した。「ミャンマー」系の名称に関する最古の文字記録は1102年のモン語碑文で、"Mirma"と綴られていた。ビルマ語の記録では1190年の碑文が最古で、"Mranma"と綴られていた。
マ・タネギ（en）の記録によれば、国名としてMranmaを初めて使用したのはビルマ式暦597年（西暦1235年）に遡る3フィート (91 cm)の石碑である。バガンのナンダウンミャー王の息子、チャゾワー王の治世（1234-1250）に建てられたもので、初期のビルマ文字で書かれている。表側の中程は破損しているが、裏側は保存性が良く、第1行に明瞭にမြန်မာပြည်（"Mranma kingdom"）と記されている。この石碑はYadana Kon Htan碑文として知られており、現在バガンの考古・国立博物館図書館局が収蔵している。
19世紀中葉のミンドン王は「Myanma人」の王と名乗った最初の人物である。ビルマ族（Myanmar）が多数を占めるエーヤワディー川流域のみにまで王朝の支配域が縮小していた時期にあって、自国民に民族意識を持たせる意図があった。
現代ビルマ語でもこの語は依然としてMranmaと綴られているが、時の経過の中でビルマ語のほとんどの方言においてr音は失われ、半母音yに転化した。つまり綴りはMranmaであるが"Myanma"と発音されている。

### 名称の混乱
ビルマの独立に先立つ数十年の間、独立運動諸団体は来るべき新しい国の名を模索していた。その国はビルマ語話者のみならず多くの民族集団から構成されるはずであった。1920年代、一部の団体は19世紀にイギリスによって消滅させられた旧ビルマ王国の正式名であるMyanmaを強く支持していた。1930年代、アウンサンなどに指導された反英政治団体「我らのビルマ協会」（タキン党）は口語体の呼称"Bama"を支持し、狭義のBama（ビルマ族）のみならず諸民族を包括する名称だという新たな解釈を与えた。
第二次世界大戦期に日本の占領軍によって設立されたビルマの傀儡政権（ビルマ国）の英語名はタキン党の解釈に沿ってBamaとされた。その日本語名はオランダ語の名称Birmaから3つの子音を五十音に転写して「ビルマ」となった。1948年の独立に際し、新しい国の名として選ばれたのはUnion of Burma（ビルマ連邦）であった。その後1962年のクーデターを経て1974年にはSocialist Republic of the Union of Burma（ビルマ連邦社会主義共和国）に改名された。
歴史的にはBamaとMyanmaは共にビルマ族のみを指し、少数民族は含んでいなかった。にもかかわらず、ビルマ政府は独立直後に公的なビルマ語語法においてMyanmarとBurmaを差別化した。かつてのタキン党とは逆に、Myanma/Myanmarが全ビルマ国民を指す名称へと拡張された一方、Bama/Bamarの意味は従来通りとされたのである。口語の語法においてはどちらの語も広く用いられており、大多数の話者は文脈に応じて両方の国名を自由に使い分けている。しかし、「ミャンマー」が正式な国名として採用されたことにより、公的なビルマ語語法においてビルマ族は文語体のMyanmarではなく、皮肉にも口語体の"Bamar"で呼ばれるようになった。

## 英語における外名の変遷
以下は、ビルマの宗主国であったイギリスの国語（事実上の公用語）である英語における外名の変遷である。

### 歴史
独立時に正式の英語名（外名）として選ばれたのはBurmaであった。これは1948年までイギリス統治下のビルマに用いられていた名称である。この名称はポルトガル語のBirmânia（ビルマニア）が18世紀に英語へ借用されたものだと考えられている。Birmânia自体は16世紀か17世紀にインドのいずれかの言語における名称Barmaからポルトガル語へ借用された。インドにおける名称Barmaは口語体のビルマ語Bamaに由来する可能性があるが、ヒンディー語のBrahma-deshに由来している可能性もある。
18世紀から19世紀の英語における「ビルマ」の綴りは様々である。
- "Bermah"（18世紀に作製された西欧人による最初期の地図では綴りにeを用いていた）
- "Birmah"（チャールズ・トムソンの地図、1827年）
- "Brama"（トーマス・キッチン（英語版）の地図、1787年）
- "Burmah"（サミュエル・ダンの地図、1787年）
- "Burma"（キース・ジョンソンの地図、1803年）
- "Burmah"（ユージン・ウィリアムの地図、1883年）
- "Burma"（タイムズ紙で採用され、一般に定着した綴り）

1989年、ビルマの軍事政権は、ビルマの地名全般の英語名を再検討する委員会を設置した。英語名の綴りを改正する趣旨は、19世紀にイギリスの植民地当局により選ばれた綴りを廃棄して実際のビルマ語の発音に近い綴りを採択しようというものであった（「カルカッタ→コルカタ」や「カリカット→コーリコード」のような、インドにおける都市の再命名と比較されたい）。一連の再命名は1989年6月18日に成立したAdaptation of Expressions Law（「表記の適正化に関する法律」）によって実効化された。これにより、たとえば当時の首都であったラングーン（Langoon）の外名も、ビルマ語の標準語ではr音が半母音yへと転換されることを受けてヤンゴン（Yangon）へと変更された。なお、首都は2006年にヤンゴンから計画都市のネピドーへ遷都している。
国名に関しては、委員会は3つの理由で英語名BurmaをMyanmarに置き換える決定を下した。第1に「ミャンマー」（Myanma）はビルマ語における公式の国名であり、委員会の目的は英語地名をビルマ語地名と発音に合わせることであった。第2に委員会は「ミャンマー」（Myanma）という語が「バマー」（Bama）よりも広く少数民族を包括すると考えており、この点を英語名に反映させようとした。最後の理由は、軍事政権が長らく口語ビルマ語に対して抱いていた警戒心である。口語ビルマ語は反体制的な性格を持つとみなされており、口語ビルマ語名Bamaから派生した英語名Burmaも問題視された。
英語名Myanmarの語末のrはビルマ語のMyanmaには存在しない（英語名Burmaの語中のrが標準的ビルマ語のBamaで欠落するのと同様である）。委員会は英語名の語末にrを加えることによって、ビルマ語のMyanmaが低平調で発音されることを表そうとした。低平調では終母音aは長めに発音される。委員会は容認発音をはじめとする非ロウティックなイギリス英語方言にならい、長音の意味で語末にrを付けたのである。非ロウティック（en）とは、後ろに母音が続かない"ar"のr音を発音せず、長音のa（アメリカ英語でいうah）を充てる言語を指す。しかしながら、標準的なアメリカ英語のようにロウティックな（語末のr音が省略されない）英語方言では、Myanmarの発音はビルマ語とは全く異なったものになる。

### 論争
ビルマ語では1930年代から国名に関する論争があったが、1989年の政権の決定により論争は英語にまで拡大された。政権はMyanmaをBamaよりも広く少数民族を包括する語だとみなしていたが、反対派によればMyanmaは歴史的に文語体であることを除いてBamaと同義である。すなわちビルマ族のみを指す、「包括的」の対極にある語である。このような見解から、野党や人権団体は新名称Myanmaが国内の少数民族を軽視するものだと強く主張している。少数民族（その多くはビルマ語を話さない）は長年にわたって英語名のBurmaに馴染んでおり、彼らにとってMyanmaは多数民族のビルマ族が他の少数民族を支配するという理念を表す純ビルマ語の名称である。
政権は英語名を変更したが、ビルマ語の公式名は変更しなかった。野党指導者であったアウンサンスーチーは当初新名称Myanmarに反対し、包括的な名称だとする政権の欺瞞性を指摘した。しかしながら、英語名Myanmarに反対した野党もビルマ語の公式名Myanmaには反対しておらず、口語体のBamaへと変更するよう主張している党はない。
さらに、一連の名称変更に言語学的妥当性が欠如している点にも批判が寄せられた。1989年の委員会には言語学者が4人しか参加しておらず、言語学に関する知識のない軍人や公務員が委員の大半を占めていた。採択された英語地名の多くは言語学的な信頼性が不足しており、一部は明らかに問題を含んでいた（Myanmarの語末のrは非ロウティックな英語方言の話者以外には意味をなさない）。

#### 新国名の採用
1989年に「ビルマ」から「ミャンマー」へと英語名が変更されて以来、英語圏では新国名の受容について様々な立場がある。住民投票さえ行わずに国名を変更する正当な権利が軍事政権にあるのか、という疑念に基づいて「ビルマ」を使用し続ける例は広く見られる。
ミャンマーが加盟している国際連合では、発表の5日後に国名の変更を承認した。しかし、アメリカ合衆国や旧宗主国のイギリス、オーストラリア、カナダなどの多くの英語圏の国の政府は「ビルマ」の名を使い続けている。アメリカ合衆国は、1990年の選挙を制したとされながら軍事政権により権限をはく奪された政党への支援として、その党が支持する呼称「ビルマ」を選択したと表明した。イギリス政府も「ビルマ」の名称を選択した理由として問題の党の方針に言及した。カナダ外務・国際貿易省のスポークスマンは、政府の選択が「民主化に向けた闘争の支援にある」と発言した。
2011年‐2012年のビルマにおける民主的改革を経て、英語圏の政治家が「ミャンマー」を用いる例が増え始めた。東南アジア諸国連合や中華人民共和国、インド、日本、ドイツ、ロシアなど英語圏以外の多くの国では、当初から「ミャンマー」を正式の国名として受け入れている。
タイ王国で開催された2005年東南アジア諸国連合首脳会議において、ニャン・ウィン外相は改名から10年以上経つにもかかわらず依然として「ミャンマー」でなく「ビルマ」と呼ぶアメリカ合衆国に抗議した。2011年1月、国際連合におけるミャンマーの普遍的・定期的レビュー（UPR）の席上、アメリカ代表はミャンマーの人権に対する論評の冒頭で「UPR作業部会にビルマの代表を歓迎する」と述べ、ミャンマー代表の反駁を招いた。ミャンマー代表は、アメリカ代表が「ミャンマー」という国名を使うべきだと強く主張し、この決まりを強制するよう部会の議長に要求した。議長は「我々はミャンマーの人権を論ずるために集まっているのであり、国名を論ずるためではない」と意見を述べ、国連が承認したミャンマーの正式名を用いるようアメリカ代表に要請した。アメリカ代表はそれ以後いずれの国名にも言及することなく意見陳述を続けた。2012年11月19日、ヒラリー・クリントン国務長官を伴ってミャンマーを訪れたバラク・オバマ大統領は、同国をミャンマーとビルマの両方の名で呼んだ。
メディアが使用する国名も様々である。アメリカ合衆国政府が「ミャンマー」への国名変更を否定し「ビルマ」を使用していた時期を含め、ニューヨーク・タイムズやウォール・ストリート・ジャーナル、インターナショナル・ニューヨーク・タイムズ、CNNなどのアメリカの報道機関やアメリカ合衆国に拠点を置く国際通信社AP通信やロイターは、「ミャンマー」という国名を採用し続けている。これ以外のメディアは「ビルマ」を使い続けているが、国際的に新名称の受容が広まっていることを受け、フィナンシャル・タイムズなど一部のメディアは公式の名称変更に数年遅れて「ミャンマー」に移行した。BBCは2014年に「ミャンマー」を使用するようになった。
アメリカ合衆国のNPRやカナダ放送協会など一部のメディアでは、「ビルマとしても知られているミャンマー」のような注釈を加えている。
一部の歴史学者は、1988年の軍事クーデター以前の歴史を語る際には「ビルマ」という国名を、クーデター以後については「ミャンマー」を用いるという手法を採用している。この手法も1989年の地名変更をすべての歴史に対して遡及的に適用しようとする政権の意向とは合致していない。この手法を採用する側は、これが最も政治的に中立な選択だと主張している。
2014年6月、トニー・アボット首相率いるオーストラリア政府は、オーストラリア当局者がミャンマーを呼ぶ方式について長期にわたって論争を続けた。オーストラリア政府の用いる正式な呼称（外名）はBurmaであったが、労働党政権は2012年にこれをUnion of Myanmar（ミャンマー連邦）へと変更していた。しかし、2013年後半に外務貿易省（DFAT）がアボットの指導の下でかつての呼称Burmaを復活させたことで論争が再浮上したのである。再変更の理由はメディアに明らかにされていないが、アボット政権は当局者に対し、2014年6月以降は状況に合わせてビルマとミャンマーを使い分けるよう求めている。ピーター・ヴァーギーズDFAT長官はメディアにこう述べている。「在ミャンマー大使は「在ミャンマー大使」と呼ばれることになるだろう。ミャンマー政府の視点では、大使（ブロンテ・モウレス）が派遣される国はミャンマーなのだから」

### 形容詞形と国民の呼称
| 旧用語  | 新用語  | 品詞   |
| ------- | ------- | ------ |
| Burma   | Myanmar | 名詞   |
| Burmese | Myanma  | 形容詞 |
| Burman  | Bamar   | 名詞   |
| Burman  | Bama    | 形容詞 |

ビルマ語でMyanmaという単語を名詞として使う際は低平調（長母音のa）で発音するが、形容詞として使う際は下降調（短母音のa）で発音する。この点を反映して、1989年の再命名でMyanmarという国名の形容詞形は語末のrを落としてMyanmaとされた（オックスフォード英語では語末のrは長音を示すため）。
ミャンマー国内でもこの微妙な差異が意識されることは少ないため、例えば"Myanma Airways"（正しい綴り）と"Myanmar Airways"（間違った綴りだが公式に用いられ、認知されている）のどちらの使用例も見られる。一部の英語話者は、ビルマ語ではなく英語の文法規則に則って新しく作られたMyanmareseやMyanmeseという形容詞を用いている。しかし、ミャンマー現地人の多くは旧来のBurmeseやMyanmar、もしくは国内の多彩な人種の総称としてのMyanmaを好むため、これらの新語は推奨されない。
再命名によれば、ビルマ語を話すミャンマーの主要民族（ビルマ族）の名称はBamarである（ここでも語末のrは長音を表す）。従ってMyanmarとはBamarおよびその他の少数民族が居住する国を指し、Bamarと少数民族を総称してMyanma（ミャンマー人）と呼ぶ。
名詞のMyanmarはBurmaと同程度に広く使用されているが、形容詞形の受容はかなり限定的であり、一般には1989年以前の用語が使われ続けている。ミャンマー国民は民族によらずBurmeseと呼ばれ、いわゆるビルマ族がBurmanと呼ばれる。しかしながら、ビルマ族の言語（ビルマ語）はBurmanではなくBurmeseと呼ばれる。さらに紛らわしいことに、Burmese（ビルマ語）はTibeto-Burman languages（チベット・ビルマ語派）の一員と見なされている。

## その他の言語における外名
英語以外の言語における状況は、以下の通りである。

### 英語以外の西欧言語
欧州連合（EU）の執行機関である欧州委員会（EC）では"Myanmar/Burma"と新旧の呼称を並記するか、もしくは"Myanmar (Burma)"と旧称を括弧書きで付記している。
英語圏以外ではEU加盟国の大半とスイスが「ミャンマー」系名称へと外名を変更している。ポルトガルおよびブラジルでは特に英語圏のような論争はなくMyanmarへの外名変更が行われた。一方、フランス政府とフランス語を公用語の1つとするカナダ政府は公文書において「ビルマ」系のBirmanie（バルマニー）を使用している。スペインやイタリア、デンマーク、スウェーデンなど、改称を受け入れて公的には「ミャンマー」系の外名を使用する国の中でも、特に政治的理由からではなく「ビルマ」系の外名が一般に定着しているとの理由で、口語や民間では主としてBirmania（ビルマニア）やBirma（ビルマ）、Burma（ブルマ）など「ビルマ」系の外名を使用する状況が見られる。

### アジアの諸言語
中国語の文献で当該地域を指す名称は1273年に初めて「緬」（普通話で"Miǎn"と発音する）と記録された。中文による現在の名称（表記）は簡体字が「缅甸」、繁体字が「緬甸」で、"Miǎndiàn"と発音する。中国語によるこの外名は、1989年に他の言語で「ビルマ」から「ミャンマー」へ変更された際も特に見直されず一貫して用いられている。ベトナム語の外名Miến Điện（ミェンディェン）も同じ語源である。
日本では政府が「ミャンマー」への国名変更をいち早く受け入れているが、メディアでは「ミャンマー（ビルマ）」のように括弧に入れて「ビルマ」を並記したり、軍事政権に批判的な姿勢の寄稿者が敢えて「ビルマ」を使用するような事例も見られる。書き言葉としては「ミャンマー」の方が一般的だが、話し言葉では今なお「ビルマ」も頻繁に用いられている。竹山道雄『ビルマの竪琴』を始めとする日本の大衆的なフィクション作品で「ビルマ」の呼称が用いられたことで、受け手は「ビルマ」の呼称に愛着を持っている可能性がある。歴史的には、日本ではビルマに相当する地域を指す呼称として中国語から移入した「緬甸」（めんでん）が用いられていた。この形式は略字の「緬」として現代も残っており、例えば第二次世界大戦に際して建設を計画したタイ - ビルマ間の泰緬鉄道（たいめんてつどう、正式名称「泰緬甸連接鉄道」）は、歴史的呼称として現在も用いられている。
朝鮮語では韓国が1991年に国立国語院外来語審議共同委員会の答申を経て「버마」（ビルマ）から「미얀마」（ミャンマー）へ呼称を変更したが、京郷新聞は2007年の軍事政権による反政府デモ弾圧への抗議の意思として「ミャンマー」の使用を破棄し「ビルマ」と呼称すると表明した。北朝鮮では1989年の国名変更当初から「ミャンマー」を使用している。
ヒンディー語などインドの諸言語でのミャンマーの国名は「ブラフマーの土地」を意味するBrahmadeshやBrahmavarta（サンスクリット： ब्रह्मादेश/ब्रह्मावर्त）とされる。アラビア語を公用語とする国の大半は公的にبورما（Burma）からميانمار（Myanmar）への国名変更を受け入れているが、民間ではミャンマー国内でイスラム教を信仰するロヒンギャが軍事政権に弾圧されているとの理由により、抗議の意思を込めてMyanmarでなくBurmaを使用する傾向がある。